# Haaltert
Haaltert este o comună neerlandofonă situată în provincia Flandra de Est, regiunea Flandra din Belgia. Comuna Haaltert este formată din localitățile Haaltert, Denderhoutem, Heldergem și Kerksken. Suprafața sa totală este de 30,30 km².  La 1 ianuarie 2008 avea o populație totală de 17.528 locuitori. 